# Język orokański
Język orokański (orok, oroki, ulta) – poważnie zagrożony wymarciem język tunguski z obszaru Sachalinu w Rosji.
Według danych z 2010 r. posługuje się nim 47 osób w Rosji.
Rodzima nazwa tego języka to ulta lub uilta.
Brak tradycji literackiej. Podjęto próbę stworzenia normy literackiej na bazie cyrylicy. Dawniej do zapisywania treści w tym języku bywała wykorzystywana katakana.

## Dialekty
Ethnologue wyróżnia dwa dialekty:
- poronajski (dialekt południowy)
- val-nogliki (nogliki-val, dialekt północny)